# Kuladan
Kuladan (també apareix com Ku-la-dan) és un riu d'Arakan (Myanmar) que neix a les muntanyes Arakan Yoma i té un curs generalment al nord o al sud fins que desaigua a la badia de Bengala, a Akyab, on els europeus el coneixien al segle xix com riu Arakan i localment Gatsaba. Els principals afluents són el Mi i el Pi. És navegable per vaixells de fins a 400 tones durant uns 80 km. La desembocadura forma un gran port i està protegida dels monsons per les illes Borongo; a l'illa Savage hi ha un far construït el 1842.